# Wikipédia en bouguinais
Wikipédia en bouguinais (en bugi : ᨓᨗᨀᨗᨄᨙᨉᨗᨕ ᨅᨔ ᨕᨘᨁᨗ [Wikipedia basa Ugi]) est l’édition de Wikipédia en bouguinais ou bugi, langue  malayo-polynésienne occidentale parlée dans l'île de Célèbes en Indonésie. L'édition est lancée en octobre 2005 et dans les faits en novembre 2005,,. Son code est : bug.
Au 20 mars 2025, l'édition en bugi contient 15 902 articles et compte 14 288 contributeurs, dont 26 contributeurs actifs et 1 administrateur.

## Présentation

Aire de diffusion du bouguinais.

## Statistiques
- Le 5 mars 2015, l'édition en bugi compte 14 096 articles et 6 717 utilisateurs enregistrés[5], ce qui en fait la 114e[6] édition linguistique de Wikipédia par le nombre d'articles et la 190e[7] par le nombre d'utilisateurs enregistrés, parmi les 287 éditions linguistiques actives.
- Le 24 septembre 2022, elle contient 15 396 articles et compte 12 346 contributeurs, dont 20 contributeurs actifs et 1 administrateur.
- Le 25 septembre 2024, elle contient 15 845 articles et compte 13 917 contributeurs, dont 16 contributeurs actifs et 1 administrateur.